# Notre-Dame-du-Touchet
Notre-Dame-du-Touchet är en kommun i departementet Manche i regionen Normandie i norra Frankrike. Kommunen ligger i kantonen Mortain som tillhör arrondissementet Avranches. År 2018 hade Notre-Dame-du-Touchet 628 invånare.

## Befolkningsutveckling
Antalet invånare i kommunen Notre-Dame-du-Touchet
| Referens: INSEE |